# مسعود فخری
مسعود فخری (پنجابی: مسعود فخری؛ ۱۹۳۲ – ۶ سپتامبر ۲۰۱۶) بازیکن فوتبال اهل پاکستان بود.
از باشگاه‌هایی که در آن بازی کرده است می‌توان به اشاره کرد.
وی همچنین در تیم ملی فوتبال پاکستان بازی کرده است.